# Ibane Bowat
Ibane Bowat (Kingston upon Thames, 15 settembre 2002) è un calciatore scozzese, difensore del Portsmouth.

## Carriera

### Club
Bowat è cresciuto nei settori giovanili di Chelsea e Fulham. Il 18 gennaio 2023 è stato ceduto in prestito al Den Bosch con cui ha giocato il suo primo incontro professionistico due giorni dopo, in Eerste Divisie contro lo Jong PSV.
Al termine della stagione ha rinnovato il contratto fino al 2025 ed è stato prestato all'Hartberg, club della prima divisione austriaca, con il quale durante la stagione 2023-2024 ha totalizzato 31 presenze ed una rete in incontri di campionato.

### Nazionale
Ha giocato nella nazionale scozzese Under-21.

## Statistiche

### Presenze e reti nei club
Statistiche aggiornate al 21 aprile 2024.
| Stagione        | Squadra         | Campionato      | Campionato | Campionato | Coppe nazionali | Coppe nazionali | Coppe nazionali | Coppe continentali | Coppe continentali | Coppe continentali | Altre coppe | Altre coppe | Altre coppe | Totale | Totale | Totale |
| Stagione        | Squadra         | Comp            | Pres       | Reti       | Comp            | Pres            | Reti            | Comp               | Pres               | Reti               | Comp        | Pres        | Reti        | Pres   | Reti   |        |
| --------------- | --------------- | --------------- | ---------- | ---------- | --------------- | --------------- | --------------- | ------------------ | ------------------ | ------------------ | ----------- | ----------- | ----------- | ------ | ------ | ------ |
| gen.-giu. 2023  | Den Bosch       | 1D              | 16         | 0          | CO              | 3               | 0               |                    | -                  | -                  |             | -           | -           | 16     | 0      |        |
| 2023-2024       | Hartberg        | BL              | 25         | 1          | CA              | 3               | 0               |                    | -                  | -                  |             | -           | -           | 28     | 1      |        |
| Totale carriera | Totale carriera | Totale carriera | 41         | 1          |                 | 3               | 0               |                    | -                  | -                  |             | -           | -           | 44     | 1      |        |